# История русов или Малой России
История русов или Малой России (Исторія Русовъ, или Малой Россіи) — исторический труд, один из важнейших памятников днепровской казацкой исторической и общественно-политической мысли конца XVIII - начала XIX века. Написана на русском языке тех времен с множественными домешками и элементами украинского языка. Предполагаемый в XIX веке автор — архиепископ Белорусский Георгий Конисский; бо́льшая часть историков ставит авторство Георгия Конисского под сомнение. Содержит искажения исторических фактов, достоверные сведения дополняются героическими и патриотическими мифами, не является достоверным источником по истории Украины и украинского народа.

## Содержание
Книга состоит из ІІІ частей. Дополнения в конце книги:
- «Разнословия, встречающиеся в некоторых списках Истории Русов», «Объяснения некоторых слов Малороссийских в Истории Русов, непонятных для Великороссиянина»
- «Подробный обзор Истории Русов»
- «Указатель к Истории Русов или Малой России».

Часть I-я состоит из предисловия и глав І — V. Описывается история Малой России от первого гетмана Лянцкоронского до гетмана Богдана Хмельницкого и похода польского короля Яна Казимира в Малороссию. 
«Народ славянский» возводится к потомкам Яфета. После Вавилонского столпотворения предки славян расселились на обширной территории, ограниченной Рифейскими горами, Каспийским, Чёрным и Балтийским морями. Западным пределом стали берега рек Висла и Дунай. Сарматы, Скифы, Русы и Варяги — суть название одного народа. Славянский народ делился на Древлян (полесских жителей), Полян (или половцев), Болгар и Козар (казаков). Нападения кочевников на русские города оцениваются как междоусобные войны одного народа. Провинциальным делением Руси названы следующие княжества: Галицкое, Переяславское, Киевское, Черниговское и Северское. В числе легендарных правителей Руси перечислены Каган, Кий, Аскольд, Игорь, Святослав и Владимир. До крещения Владимрова в 988 году славяне поклонялись Солнцу и Грому (Перуну), а главным их праздником была Купала. До Владимира попытки распространения христианства на Руси предпринимали апостол Андрей и княгиня Ольга. Накануне прихода «мунгальских татар» Русь была ослаблена междоусобицами. Московский князь Иван III перестал платить татарам дань в 1462, а его внук Иван Грозный в 1547 году провозгласил Царство Московское, которое и стало называться Россией. Неподвластные ему территории Белой и Чермной Руси стали называться Малой Россией. Малая Россия тоже страдала от набегов татар, однако в 1320 году литовский князь Гедимин освободил её. В 1386 году Малая Россия под именем древней Руси присоединилась к Великому княжеству Литовскому. С этого времени Малой Россией управляют гетманы, резиденцией которых становятся Черкассы. Регион делится на 4 воеводства: Киевское, Черниговское, Брацлавское и Волынское. При гетмане Лянцкоронском появилась казачья Запорожская Сечь, во главе с кошевыми атаманами. К XVI веку насчитывалось уже 20 казачьих полков. После Михаила Вишневецкого малороссийскими гетманами избирали исключительно казаков. Римокатолик Гетман Косинский представлен как критик Брестской унии и православный мученик. В эпоху гетмана Наливайко центром Малороссии стала Запорожская Сечь, в которой стали преобладать антипольские настроения.     
Часть II-я состоит из глав І — V. Описывается история Малой России от подписания Зборовского трактата и до ссылки в Сибирь гетмана Самойловича.
Часть III-я состоит из глав І — V. Описывается история Малой России от избрания Мазепы гетманом до царствования Екатерины ІІ.
Заканчивается книга 1769 годом, началом Русско-турецкой войны 1768—1774 годов.

## Аннотация
История русов подаёт картину исторического развития Малой Руси от древних времён до 1769 года. Согласно общей концепции автора «Истории Русов», московские князья такие же русские князья, как и великий князь Владимир Святой. С переименованием Царства Русского  на Российское оно стало именоваться «Великою Россиею», а земли русских княжеств, находившихся вне её, «Чермная и Белая Русь», эти «обе Руси вместе названы тогда Малою Россиею».
По присоединении к Литве в Малороссии сидели наместники «из русской породы» князья, а когда «пресеклась мужеская линия Князей Русских», их преемниками явились выборные «Гетманы Русские», которых преемство «История Русов» ведёт до Богдана Хмельницкого включительно, за время соединения Малороссии с Литвою, а с 1569 года с Польшею. Козачество — военное сословие Малороссии, соответствующее польской шляхте и русскому шляхетству, то есть дворянству. А если это так, оно должно было держать в своих руках судьбы своей страны и власть «правительства» в ней. Это-то козачество и вступило в 1654 году в договор с царём Алексеем Михайловичем. Оно выговорило себе и своей стране определенные права и автономии Малороссии, в которой оно было правящим классом. Этот договор был закреплен присягою московских послов «от лица Царя и Царства Московского о вечном и ненарушимом хранении условленных договоров».
Историк Илья Борщак называет «Историю русов» — «исторической легендой Украины, политическим трактатом, облечённым в историческую форму». Другие историки характеризуют «Историю русов» как «политический памфлет».
Центральной фигурой этого произведения выступает гетман Богдан Хмельницкий.
Также автор уделяет значительное внимание восстаниям русов против польского владычества (в том числе выступлениям Наливайко и Остряницы), сопротивлению Брестской унии, гетманству Ивана Мазепы, описывает взятие Батурина, Полтавскую битву, казни казаков в Лебедине, аресты казаков и старшин, трагическую судьбу гетмана Полуботка и ликвидацию Гетманщины.
В книге «История русов» история Руси и русов, а в главах, посвящённых событиям начиная с конца XVII века, — также Малороссии излагается с позиций воспевания казачьего прошлого, оплакивается утраченная «казачья вольность».

## Критика
Несмотря на широкую популярность сочинения в XIX — начале XX века, некоторые историки, в частности Николай Костомаров, признавали «Историю русов» недостоверным источником. Николай Костомаров  пришёл к заключению, что в «Истории русов» «много неверности и потому она, в оное время переписываясь много раз и переходя из рук в руки по разным спискам, производила вредное в научном отношении влияние, потому что распространяла ложные воззрения на прошлое Малороссии». Также он отмечал: «Мне значительно повредило доверие, оказанное таким мутным источником, как „История русов“».
Современная украинская историография, критически оценивая некоторые фрагменты книги, в целом оценивает её как достоверный источник для изучения истории Украины XVIII века. Один из ведущих украинских историков Наталья Яковенко отмечает: «Его сведения о событиях XVIII в., в отличие от мистифицированных выдумок о давних временах, довольно достоверные».

## Вопрос об истинных авторах книги
Автором «Истории русов» указан архиепископ Могилёвский, Мстиславский и Оршанский Георгий Конисский, однако впоследствии авторство Конисского не подтвердилось. Некоторые историки приписывают создание «Истории русов» ученику Конисского — Григорию Полетике, который состоял переводчиком в Академии наук и в Синоде.
По свидетельству историка А. В. Стороженко, изложенному в монографии «Стефан Баторий и днепровские козаки», его дед, А. Я. Стороженко передал список Истории русов известному автору «Истории славянских законодательств» Вацлаву Мацеевскому, который в переводе на польский язык напечатал их в 1839 году в первом томе своего труда «Pamiętniki о dziejach, piśmiennictwie i prawodawstwie Słowian».
Кроме того, высказывались гипотезы, что автор «Истории русов» — Александр Безбородко или Архип Худорба. Также авторами «Истории русов» в своё время считались князь Николай Репнин, Александр Лукашевич и Панас Лобысевич.

## Роль книги после восстановления независимости Украины в 1991 году
Историк литературы Валерий Шевчук, лауреат Национальной премии Украины имени Тараса Шевченко, в своем труде «Неразгаданные тайны „Истории русов“» делает вывод, что это выдающийся образец украинской национально-политической мысли XVIII столетия. Под воздействием этого труда Александр Пушкин писал свою «Полтаву», Николай Гоголь пользовался этим трудом при написании «Тараса Бульбы», Тарас Шевченко брал для своих произведений сюжеты из «Истории русов». По мнению Михаила Драгоманова, к ним относятся произведения Шевченко «Сон» («Із города із Глухова»), «Великий льох», «Іржавець», «У неділеньку святую» и др.
Шевчук пишет, что «История русов» оказала серьёзнейшее влияние на украинскую интеллигенцию, которая «уже начала терять национальное лицо, сбросив казацкий кунтуш и жупан и надела русского кроя международный камзол и имперский вицмундир. „История русов“ напомнила об их исторических корнях, об их положении, истории, быте, героических деяниях, чтобы остановить массовый отток культурных сил с Украины в культуру чужую, которая узурпировала в значительной мере имя, государственные традиции и историю народа, себе подчинённого, и провозгласила полностью бесстыдный постулат, что тот народ не является народом, его язык не является языком, а история — не история, следовательно, должен он безболезненно и мирно сам себя отрицать и стать частью народа господствующего, при условии полного отречения от самостоятельного мышления и национального самоосознания».
С другой стороны, есть мнение польских историков, с которыми в принципе соглашался польский историк Тадеуш Коржон, о том, что «История русов» — не подлинная летопись, а «злобный политический пасквиль, рассчитанный на полное невежество русской публики и литературы».

## Издания
Книга вышла в Университетской типографии (Москва) в 1846 году по решению Императорского общества Истории и Древностей Российских. На украинском языке впервые была издана в 1956 году в Нью-Йорке. В Киеве — в 1991 году, в издательстве «Веселка».